# Changas de Naranjito 2017
Questa voce raccoglie le informazioni riguardanti le Changas de Naranjito nella stagione 2017.

## Organigramma societario
Area direttiva
- Presidente: Jorge Dávila

Area tecnica
- Allenatore: Enrique Pérez (fino a febbraio), poi Jamille Torres (da febbraio)

## Rosa
| N° | Nome                 | Ruolo | Data di nascita  | Nazionalità sportiva |
| -- | -------------------- | ----- | ---------------- | -------------------- |
| 1  | Charlenne Domínguez  | S/L   | 5 novembre 1985  | Porto Rico           |
| 2  | Gabriela Román       | O     | 5 ottobre 1994   | Porto Rico           |
| 3  | Stephanie Salas      | L     | 17 febbraio 1992 | Porto Rico           |
| 4  | Tatiana Encarnación  | S     | 28 luglio 1985   | Porto Rico           |
| 5  | Leichelie Guzmán     | S/O   | 11 febbraio 1990 | Porto Rico           |
| 6  | Chalimar Bezares     | C     | -                | Porto Rico           |
| 7  | Bibiana Candelas     | C/O   | 2 dicembre 1983  | Messico              |
| 8  | Jennylee Martínez    | C     | 22 ottobre 1991  | Porto Rico           |
| 9  | Ileanushka Maldonado | L     | 16 ottobre 1993  | Porto Rico           |
| 9  | Shalimarie Merlo     | L     | 21 luglio 1994   | Porto Rico           |
| 10 | Ashley Vázquez       | P     | 8 gennaio 1993   | Porto Rico           |
| 10 | Jennymar Santiago    | P     | 28 luglio 1994   | Porto Rico           |
| 11 | Tara Mueller         | S     | 31 luglio 1989   | Stati Uniti          |
| 11 | Jareliz Hernández    | S     | 25 giugno 1995   | Porto Rico           |
| 12 | Jailene Torres       | C     | -                | Porto Rico           |
| 12 | Bárbara López        | P     | 27 luglio 1996   | Porto Rico           |
| 14 | Joan Santos          | P     | 31 maggio 1991   | Porto Rico           |
| 14 | Legna Hernández      | S     | 18 luglio 1991   | Porto Rico           |
| 15 | Wilnelia González    | C     | 2 aprile 1985    | Porto Rico           |

## Mercato
| Acquisti | Acquisti             | Acquisti              | Acquisti   |
| R.       | Nome                 | da                    | Modalità   |
| -------- | -------------------- | --------------------- | ---------- |
| O        | Gabriela Román       | -                     | definitivo |
| L        | Stephanie Salas      | -                     | definitivo |
| S/O      | Leichelie Guzmán     | -                     | definitivo |
| C        | Chalimar Bezares     | Valencianas de Juncos | definitivo |
| C/O      | Bibiana Candelas     | -                     | definitivo |
| L        | Ileanushka Maldonado | Gigantes de Carolina  | definitivo |
| S        | Tara Mueller         | Orientales de Humacao | definitivo |
| C        | Jailene Torres       | -                     | definitivo |
| C        | Wilnelia González    | -                     | definitivo |
| L        | Shalimarie Merlo     | Orientales de Humacao | definitivo |
| P        | Jennymar Santiago    | Indias de Mayagüez    | definitivo |
| P        | Bárbara López        | -                     | definitivo |
| S        | Legna Hernández      | Polluelas de Aibonito | definitivo |
| S        | Jareliz Hernández    | Valencianas de Juncos | definitivo |

| Cessioni | Cessioni             | Cessioni              | Cessioni   |
| R.       | Nome                 | a                     | Modalità   |
| -------- | -------------------- | --------------------- | ---------- |
| L        | Greysmarie Pérez     | -                     | ritirata   |
| L        | Yashiree Molina      | -                     | ritirata   |
| C        | Jessica Candelario   | -                     | ritirata   |
| O        | Yamileska Yantín     | Leonas de Ponce       | definitivo |
| O        | Marilitza Matos      | -                     | ritirata   |
| C        | Alba Aponte          | -                     | ritirata   |
| S        | Keila Rodríguez      | Gigantes de Carolina  | definitivo |
| C/O      | Bibiana Candelas     | Polluelas de Aibonito | definitivo |
| L        | Ileanushka Maldonado | -                     | definitivo |
| P        | Ashley Vázquez       | Polluelas de Aibonito | definitivo |
| P        | Jailene Torres       | -                     | definitivo |
| P        | Joan Santos          | -                     | definitivo |
| C        | Jennylee Martínez    | Polluelas de Aibonito | definitivo |
| S        | Tara Mueller         | Valencianas de Juncos | definitivo |

## Risultati

### LVSF

#### Regular season
| 1ª giornata - 27 gennaio 2017 Coliseo Rafael Amalbert, Juncos              | Valencianas de Juncos   | 3 - 1 | Changas de Naranjito    | 25-19, 25-20, 20-25, 25-22        |
| 2ª giornata - 29 gennaio 2017 Coliseo Gelito Ortega, Naranjito             | Changas de Naranjito    | 2 - 3 | Indias de Mayagüez      | 18-25, 21-25, 25-15, 29-27, 12-15 |
| 3ª giornata - 1º febbraio 2017 Coliseo Gelito Ortega, Naranjito            | Changas de Naranjito    | 1 - 3 | Leonas de Ponce         | 19-25, 16-25, 25-12, 16-25        |
| 4ª giornata - 4 febbraio 2017 Coliseo José Marrón Aponte, Aibonito         | Polluelas de Aibonito   | 3 - 1 | Changas de Naranjito    | 24-26, 25-22, 25-16, 25-18        |
| 5ª giornata - 8 febbraio 2017 Coliseo Roberto Clemente, San Juan           | Capitalinas de San Juan | 3 - 0 | Changas de Naranjito    | 25-23, 25-23, 25-16               |
| 6ª giornata - 11 febbraio 2017 Coliseo Héctor Solá Bezares, Caguas         | Criollas de Caguas      | 3 - 0 | Changas de Naranjito    | 25-14, 25-14, 25-18               |
| 7ª giornata - 15 febbraio 2017 Coliseo Gelito Ortega, Naranjito            | Changas de Naranjito    | 2 - 3 | Orientales de Humacao   | 21-25, 26-24, 25-23, 20-25, 11-15 |
| 8ª giornata - 17 febbraio 2017 Coliseo Guillermo Angulo, Carolina          | Gigantes de Carolina    | 0 - 3 | Changas de Naranjito    | 16-25, 16-25, 23-25               |
| 9ª giornata - 19 febbraio 2017 Coliseo Gelito Ortega, Naranjito            | Changas de Naranjito    | 1 - 3 | Valencianas de Juncos   | 21-25, 20-25, 25-19, 17-25        |
| 10ª giornata - 22 febbraio 2017 Palacio de Recreación y Deportes, Mayagüez | Indias de Mayagüez      | 3 - 1 | Changas de Naranjito    | 21-25, 25-11, 26-24, 25-21        |
| 11ª giornata - 24 febbraio 2017 Coliseo Gelito Ortega, Naranjito           | Changas de Naranjito    | 0 - 3 | Criollas de Caguas      | 9-25, 13-25, 18-25                |
| 12ª giornata - 26 febbraio 2017 Coliseo Gelito Ortega, Naranjito           | Changas de Naranjito    | 1 - 3 | Capitalinas de San Juan | 18-25, 23-25, 27-25, 16-25        |
| 13ª giornata - 2 marzo 2017 Coliseo Salvador Dijols, Ponce                 | Leonas de Ponce         | 3 - 0 | Changas de Naranjito    | 25-19, 27-25, 25-22               |
| 14ª giornata - 4 marzo 2017 Coliseo Emilio Huyke, Humacao                  | Orientales de Humacao   | 3 - 1 | Changas de Naranjito    | 25-22, 13-25, 25-13, 25-22        |
| 15ª giornata - 8 marzo 2017 Coliseo Gelito Ortega, Naranjito               | Changas de Naranjito    | 2 - 3 | Gigantes de Carolina    | 25-17, 28-26, 25-15, 19-25, 13-15 |
| 16ª giornata - 12 marzo 2017 Coliseo Gelito Ortega, Naranjito              | Changas de Naranjito    | 2 - 3 | Polluelas de Aibonito   | 25-21, 12-25, 20-25, 25-23, 9-15  |
| 17ª giornata - 16 marzo 2017 Palacio de Recreación y Deportes, Mayagüez    | Indias de Mayagüez      | 3 - 0 | Changas de Naranjito    | 25-20, 28-26, 25-23               |
| 18ª giornata - 18 marzo 2017 Coliseo Gelito Ortega, Naranjito              | Changas de Naranjito    | 0 - 3 | Gigantes de Carolina    | 18-25, 18-25, 24-26               |
| 19ª giornata - 23 marzo 2017 Coliseo Gelito Ortega, Naranjito              | Changas de Naranjito    | 0 - 3 | Leonas de Ponce         | 16-25, 12-25, 24-26               |
| 20ª giornata - 25 marzo 2017 Coliseo José Marrón Aponte, Aibonito          | Polluelas de Aibonito   | 1 - 3 | Changas de Naranjito    | 25-17, 23-25, 19-25, 19-25        |
| 21ª giornata - 29 marzo 2017 Coliseo Gelito Ortega, Naranjito              | Changas de Naranjito    | 0 - 3 | Valencianas de Juncos   | 24-26, 15-25, 26-28               |
| 22ª giornata - 31 marzo 2017 Coliseo Héctor Solá Bezares, Caguas           | Criollas de Caguas      | 3 - 0 | Changas de Naranjito    | 25-11, 25-17, 25-17               |
| 23ª giornata - 4 aprile 2017 Coliseo Emilio Huyke, Humacao                 | Orientales de Humacao   | 3 - 1 | Changas de Naranjito    | 25-20, 25-18, 25-27, 25-21        |
| 24ª giornata - 7 aprile 2017 Coliseo Gelito Ortega, Naranjito              | Changas de Naranjito    | 2 - 3 | Capitalinas de San Juan | 27-25, 19-25, 25-16, 23-25, 11-15 |

## Statistiche

### Statistiche di squadra
| Competizione | Punti | In casa | In casa | In casa | In trasferta | In trasferta | In trasferta | Totale | Totale | Totale |
| Competizione | Punti | G       | V       | P       | G            | V            | P            | G      | V      | P      |
| ------------ | ----- | ------- | ------- | ------- | ------------ | ------------ | ------------ | ------ | ------ | ------ |
| LVSF         | 11    | 12      | 0       | 12      | 12           | 2            | 10           | 24     | 2      | 22     |
| Totale       | -     | 12      | 0       | 12      | 12           | 2            | 10           | 24     | 2      | 22     |

G = partite giocate; V = partite vinte; P = partite perse